# Love Don’t Live Here Anymore
Love Don't Live Here Anymore – ostatni singel promujący album Madonny zatytułowany Something to Remember. 
Piosenka, której autorem jest Miles Gregory, została po raz pierwszy nagrana w roku 1978 przez zespół Rose Royce, a w późniejszych latach jej własne wersje wykonywali między innymi Morrissey-Mullen, I'm Talking, Jimmy Nail, Faith Evans oraz Patti LaBelle.
Cover w wykonaniu Madonny pojawił się po raz pierwszy na płycie Like a Virgin w 1984 roku. Producentem piosenki, jak i całej płyty, był Nile Rodgers. 
Ponownie utwór pojawił się na kompilacji ballad Madonny Something to Remember w 1995 roku. Znajduje się tam nieznacznie zremiksowana wersja piosenki - wzbogacono wówczas jej aranżację. Jest to zarazem wersja, której dodatkową produkcją zajął się David Reitzas. W tym też czasie postanowiono wydać utwór na singlu - czyli w 12 lat po jego nagraniu przez artystkę. 
Piosenka nie odniosła sukcesu na listach przebojów. Dotarła jedynie do 78. miejsca na Billboard Hot 100.
Na singlu znalazł się także remiks piosenki wyprodukowany przez duński tandem Soulshock & Karlin, który został użyty przy realizacji teledysku do tego utworu. 
Jest to pierwszy teledysk Madonny, w którym piosenkarka jest w ciąży. W klipie Madonna przechadza się po opuszczonym pokoju. Teledysk został nakręcony z jednego ujęcia 4 marca 1996 w dzień wolny od kręcenia Evity.

## Oficjalne wersje utworu
- Album Version - 4:37
- Remix - 4:54
- Remix Edit - 4:04
- Soulpower Radio Remix - 4:46
- Soulpower Radio Remix Edit - 4:06